# Дворец культуры имени С. М. Кирова (Воронеж)
Дворец культуры завода имени С.М. Кирова — здание в Воронеже, расположенное по адресу: Ленинский проспект, 1.

## История
Здание было построено в 1954 году при заводе "Воронежсинтезкаучук" по типовому проекту, разработанному архитектором Константином Константиновичем Бартошевичем. Данный проект активно использовался в городах СССР (см., например, ДК «КрАЗ» в Кременчуге или ДК нефтяников в Ишимбае).
Перед фасадом устроен небольшой дворик, который ограничен колоннадой со стороны проспекта. Объём дворца запроектирован в полном соответствии с архитектурными канонами той эпохи. Суммарная площадь помещений составляет 3500 м². В дворце были предусмотрены комнаты для занятий, кружков, спортивный зал, библиотека с читальным залом, большой зрительный зал на 500 человек и малый на 200 человек. Ранее по такому же проекту в 1951 году был построен воронежский дворец культуры завода имени Коминтерна
В мае 1964 года во дворце культуры Василием Шукшиным был впервые представлен его дебютный фильм «Живёт такой парень» (в Москве ленту запретили по идеологическим соображениям). Об этом событии на здании в 2004 году установлена памятная доска, а в 2020 году на прилегающей к зданию территории открыт сквер имени режиссёра и установлен памятник.
После пожара в мае 2006 года, здание находится в аварийном состоянии и не эксплуатируется.
В апреле 2017 года здание ДК и земля под ним были выкуплены депутатом Сергеем Кудрявцевым. В сентябре 2021 года сделка была отменена Арбитражным судом. Однако в собственность государства была возвращена только земля, а здание осталось в собственности компании "Альянс ВК" депутата. Управа Левобережного района через суд потребовала компанию восстановить фасад здания ДК, однако требование оказалось проигнорировано.   
Существовали планы восстановления здания в качестве выставочного центра. 
3 ноября 2024 года в неэксплуатируемом размародёренном здании ДК которое было отключено от коммуникаций произошел повторный пожар. 